# Савченко, Михаил Павлович (футболист)
Михаил Павлович Савченко (19 июня 1980, Торез, Донецкая область, Украинская ССР) — украинский и российский футболист, вратарь; тренер.

## Биография
В начале карьеры выступал за любительские клубы Донецкой области «Горняк» Торез и «Металлург» Комсомольское. 25 марта 2001 дебютировал во второй украинской лиге в составе «Титана» Армянск. В первой половине сезона 2001/02 провёл за команду ещё 11 матчей. В сезоне-2002 играл за клуб второго российского дивизиона «Моздок». В следующем году провёл за «Торез» одну игру; в конце августа подписал контракт с клубом РФПЛ «Ростов». За три года провёл за дублирующий состав 49 матчей, пропустил 46 мячей. За основную команду сыграл два матча: 1 мая 2005 в матче 7 тура чемпионата России против «Амкара» после удаления основного вратаря Андрея Чичкина вышел на замену на 85 минуте, 13 июля 2005 провёл полный матч в 1/16 Кубка России. 2006 и 2007 годы отыграл во втором дивизионе за «Волгу» Нижний Новгород и «Волгу» Тверь соответственно, после чего завершил профессиональную карьеру.
В мае 2009 провёл три матча в составе команды «Мир-Комвек» Ростов-на-Дону в Кубке России по пляжному футболу; работал тренером в ФШМ ФК «Ростов». В 2012—2013 годах играл за любительский клуб «Целина» (пос. Целина).
По состоянию на апрель 2016 — тренер вратарей ФК «Краснодар».